# 迈克尔·菲利普·格林
迈克尔·菲利普·格林（英語：Michael P. Green、Michael Philip Green；1947年12月2日—），是一家英国商人，他是目前切线通信（Tangent Communications）的所有者。他曾是卡尔顿通信的董事长，直到它与格拉纳达合并组建独立电视公司。